# Levitating
«Levitating» es una canción de la cantante albanobritánica Dua Lipa. Se lanzó el 13 de agosto de 2020 como el quinto sencillo de su segundo álbum de estudio Future Nostalgia (2020) a través de Warner Records. 
«Levitating» es una canción dance, electro-disco, pop-funk, power pop y rock espacial, con un toque de pop y R&B de los noventa, y elementos de retro y de los ochenta. Incluye un rap de Lipa, influenciado por Blondie y líricamente tiene varias referencias al espacio exterior que describen un amor que está escrito en las estrellas.
Una remezcla de «Levitating» de The Blessed Madonna con Madonna y Missy Elliott se incluye en el álbum de remezclas de Lipa y The Blessed Madonna Club Future Nostalgia (2020). Fue lanzado como sencillo principal del álbum el 13 de agosto de 2020. La remezcla es una pista electro-disco, electro house, future bass y techno, que aumenta el tempo del original. Fue acompañada por un video musical, dirigido por Will Hooper y filmado en Londres. El 2 de octubre de 2020 se lanzó una remezcla con DaBaby. El 13 de septiembre de 2021 se lanzó un video musical animado alternativo, usando la versión original de la canción sin DaBaby. El video musical fue producido por el grupo de animación japonés NOSTALOOK, en un estilo de anime japonés retro de los años 80 y 90, similar a Sailor Moon y Creamy Mami.

## Antecedentes
Después de averiguar el título de su segundo álbum de estudio, Future Nostalgia, Lipa comenzó a trabajar al revés, descubriendo el sonido que deseaba. Poco después, se escribió «Levitating». La canción fue escrita en una sesión de estudio en Jamaica entre Lipa, Clarence Coffee Jr. de The Monsters & Strangerz, Sarah Hudson y Stephen Kozmeniuk. La sesión terminó con los colaboradores pidiendo donas y «levitando» de la cantidad de azúcar que consumían. Lipa recordó sentirse como si estuviera en Austin Powers cuando escribía. Ella también decidió agregar un rap para hacer entender su lado británico, porque a menudo se confunde de dónde es en realidad. La canción ayudó a dictar cómo sonaría el resto de Future Nostalgia y dónde Lipa pensaba que todo tenía sentido, dónde tenía los elementos de «futuro» y «nostalgia». Ella lo llamó el «punto de partida» del álbum.

## Música y letra

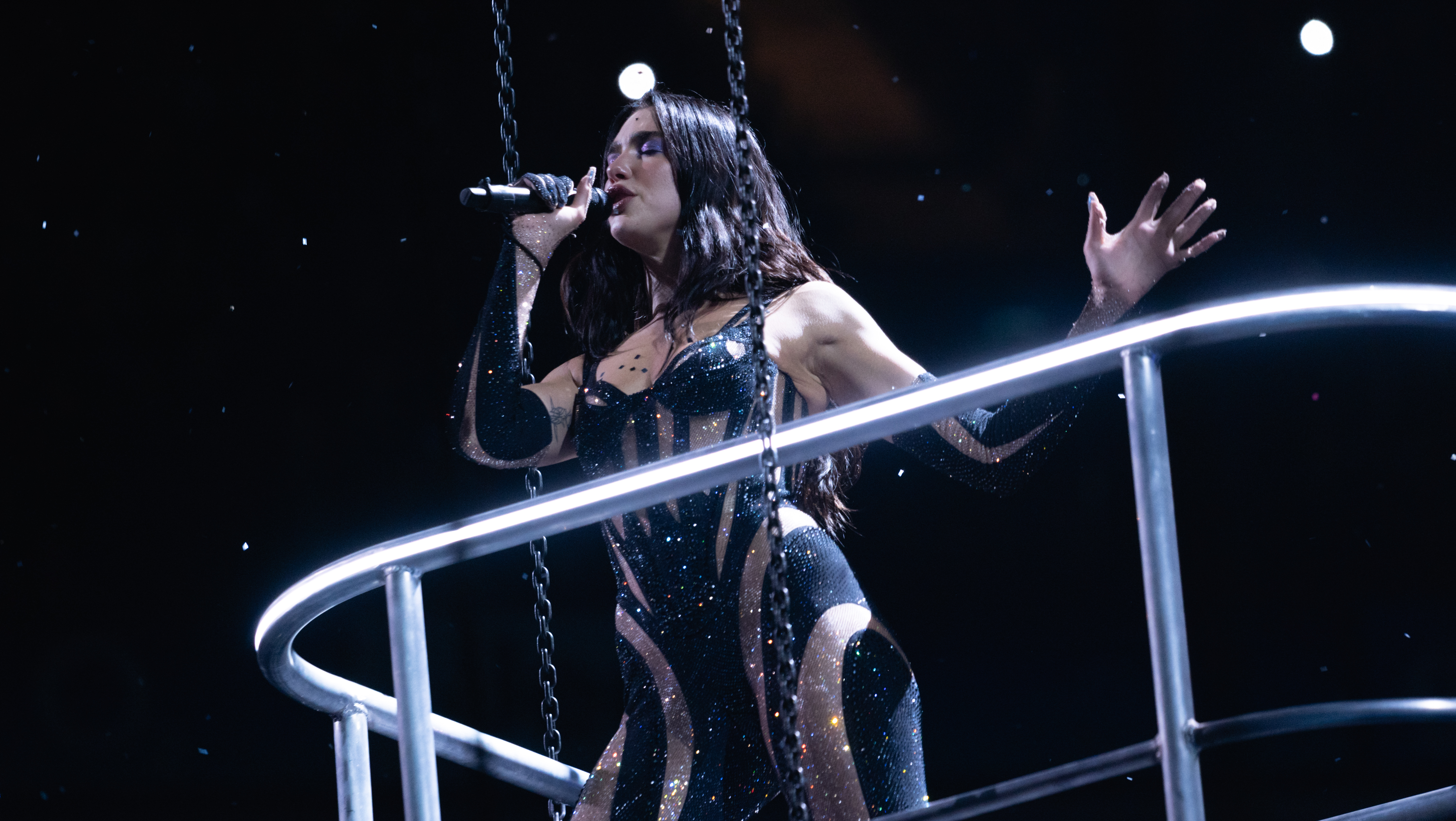
Dua Lipa en el O2 Arena, Londres (2 de mayo de 2022)

«Levitating» es una canción dance, electro-disco, pop-funk, power pop y rock espacial, que se inspira en la música electrónica, con elementos retro y de la década de 1980, y una sensación de pop y R&B de la década de 1990. La canción tiene una duración de 3 minutos y 23 segundos. Incluye versos exuberantes y coros electrizantes, eufóricos y felices de los noventa.
«Levitating» tiene muchas referencias al espacio exterior, utilizando la metáfora del amor como una nave espacial para transmitir euforia y felicidad radiantes. Líricamente, la canción ve a Lipa exponiendo sus sentimientos por una pareja. Para NME, Rhian Daly declaró que Lipa canta sobre «un amor 'escrito en las estrellas'», mientras que David Hayter de 411Mania lo calificó como una «oda intergaláctica a los orgasmos».

Tenía que ser divertido y burbujeante, pero con letras que se sintieran realmente inteligentes. Esto se trata de mi explorarando canciones felices y haciendo algo que no sea para «bailar llorando». Se trata de divertirse, conocer a alguien, enamorarse y pensar: «Probablemente me hayas conocido en el momento perfecto, hagámoslo». Es el sentimiento cuando el amor te hace sentir como si estuvieras levitando. Es de otro mundo.
Lipa hablando sobre «Levitating».

## Remezcla de The Blessed Madonna
Una remezcla de «Levitating» de The Blessed Madonna, junto con la cantante estadounidense Madonna y la rapera estadounidense Missy Elliott, fue lanzada el 13 de agosto de 2020 a través de Warner Records. Se lanzó como el primer sencillo del álbum de remezclas Club Future Nostalgia (2020).

### Antecedentes
Cuando se preparaba para el lanzamiento del sencillo oficial de «Levitating», Lipa originalmente tenía la intención de lanzar una remezcla de club «divertido» hecha por The Blessed Madonna. Después de terminar la remezcla, Lipa pensó que Madonna y Missy Elliott sonarían increíbles en ella. Lipa contactó a ambas por correo electrónico, pensando que ambas dirían que estaban demasiado ocupadas, pero esperaba que al menos una dijera que sí. Sin embargo, tanto Madonna como Elliott respondieron a Lipa diciendo que estaban dispuestas a hacerlo y disfrutaron de la canción. Lipa comparó la grabación de la remezcla con un enorme rompecabezas, donde estaba esperando que se grabaran las partes y escuchando en su teléfono.

### Música y letra
La remezcla es una canción electro-disco, electro house, future bass y techno, con una vibra disco retro, que dura 4 minutos y 10 segundos.  Aumenta el PPM de la versión original con Lipa, Madonna y Elliott cada una contribuyendo con un verso mientras Lipa y Madonna armonizan juntas. La remezcla tiene una producción orientada al baile, con coros de vocoder al estilo Daft Punk, golpes de bajo acelerados, sintetizadores parpadeantes, ritmos relajados e impulsados y armonías de 2020.

### Recepción crítica
Brittany Spanos de la revista Rolling Stone, describió al tema como «retorcido» y como un «jugueteo de ritmo rápido», al tiempo que etiquetó el verso de Elliott como «coqueto» y «extraño». El personal de Rap-Up lo llamó como una «pista de baile brillante». Katie Bain de Billboard indicó que la remezcla trae a la original a «nuevas alturas», mientras que Heran Mamo de la misma revista declaró que muestra el «poder estelar de Lipa». Para Entertainment Weekly, Nick Romano dijo que la remezcla es «lo que necesitas para convertir cualquier apartamento aislado en el club más popular».

### Video musical
El 18 de junio de 2020, se informó que Lipa estaba filmando un video musical para el próximo sencillo de su álbum Future Nostalgia, y que su novio, Anwar Hadid, interpretaría su interés amoroso en el video. El video fue grabado a mediados de junio en un estudio en Londres y fue dirigido por Will Hooper. El clip fue una de las primeras grandes producciones en filmar según las pautas de la APA después de las restricciones de por los protocolos de distanciamiento social asociados con la pandemia de COVID-19. La filmación del video, cuya canción se desconocía entonces, se informó el 18 de junio de 2020, junto con el casting de Hadid.

## Remezcla con DaBaby
Una remezcla de «Levitating» con el rapero estadounidense DaBaby se lanzó el 1 de octubre de 2020 a través de Warner Records.

### Antecedentes
El 25 de septiembre de 2020, DaBaby confirmó en una entrevista con Capital FM que pronto tendría una colaboración con Lipa. Más tarde ese día, Lipa anunció que una remezcla de «Levitating» con DaBaby se lanzaría una semana después, el 2 de octubre de 2020.

### Video musical
Desde el 25 de agosto de 2020 hasta el 31 de agosto de 2020, Lipa realizó un concurso en la plataforma de redes sociales TikTok para que los fanáticos crearan visualizadores para «Levitating», que incluyeran danza, animación o maquillaje, para tener la oportunidad de aparecer en el video. El video musical se estrenó el 2 de octubre de 2020. El desafío obtuvo 300.000.000 de visualizaciones y 150.000 presentaciones de videos, de los cuales 16 creadores fueron invitados a formar parte del video. Tres creadores, Andrew Wilson, Ramana Borba y Rikki Sandhu, ayudaron como parte del equipo. Animaron la pista de baile de Lipa, ayudaron con algunas de las rutinas de baile y diseñaron el maquillaje de los bailarines de Lipa, respectivamente.
El video musical fue dirigido por el director estadounidense Warren Fu, y tomó más de 16 horas y media para filmarlo. El personal de DIY etiquetó el video musical como y «deslumbrante y glamoroso», y destacó su estética Studio 54. Para el Gay Times, Sam Damshenas elogió el papel de «diva disco intergaláctica» de Lipa.

### Recepción crítica
Heran Mamo de Billboard notó que DaBaby afirmaba su actitud y declaró que lleva la canción a «nuevas alturas». Para Idolator, Mike Wass dijo que el remix «funciona bastante bien» con la producción original, y calificó el verso de DaBaby como «sorprendentemente dulce». Shaad D'Souza de Paper pensaban etiquetó la remezcla como «inspiradora». De HotNewHipHop, Alexander Cole elogió a DaBaby por encajar perfectamente con la pista, al tiempo que afirmó que es una buena adición a la canción. En Consequence of Sound, Ben Kaye comentó que no es un remix debido al uso de la producción original.

## Controversias

### Controversia de DaBaby
El 25 de julio de 2021, DaBaby hizo una presentación en Rolling Loud, en el que hizo comentarios homofóbicos, diciendo: «Si no se presentaron hoy con VIH, sida o alguna de esas enfermedades mortales de transmisión sexual que te harán morir en dos a tres semanas, entonces pongan los encendedores de sus teléfonos celulares hacia arriba. Señoras, si su coño huele a agua, pongan los encendedores de sus teléfonos celulares hacia arriba. Amigos, si no están chupando pollas en el estacionamiento, pongan los encendedores de sus teléfonos celulares hacia arriba.» Sus comentarios generaron condena y Kirt respondió a las acusaciones con «Lo que yo y mis fanáticos hacemos en el show en vivo, no les concierne a ustedes niggas en Internet, ni a ustedes amargadas perras en Internet». Esto hizo que los fanáticos de Lipa exigieran que DaBaby fuera eliminado de la remezcla de «Levitating». El 27 de julio de 2021, Lipa recurrió a sus historias de Instagram y dijo: «Estoy sorprendida y horrorizada por los comentarios de DaBaby. Realmente no reconozco a esta como la persona con la que trabajé. Sé que mis fanáticos saben dónde está mi corazón y que estoy al 100% con la comunidad LGBTQ. Necesitamos unirnos para luchar contra el estigma y la ignorancia en torno al VIH/sida.»
La controversia más tarde provocó la eliminación de la remezcla de «Levitating» que incluía a DaBaby en múltiples listas de reproducción de Apple Music en varios países. Fue reemplazado simultáneamente con la versión original en solitario de la canción, que se lanzó inicialmente en marzo de 2020.

### Demandas por derechos de autor
El 1 de marzo de 2022, la banda de reggae Artikal Sound System presentó una demanda contra Lipa y su sello Warner Records alegando una supuesta infracción de derechos de autor, afirmando similitudes entre «Levitating» y su canción de 2017 «Live Your Life» (también alegando que los productores conocían la canción antes de la producción de «Levitating»). Menos de una semana después, una segunda demanda de los compositores L. Russell Brown y Sandy Linzer afirmó que «Levitating» infringía su canción disco de 1979 «Wiggle and Giggle All Night» de la banda Dr. Buzzard's Original Savannah Band. En agosto de 2022, los abogados de Dua Lipa se movieron para desestimar la segunda demanda, argumentando que la cantante desconocía las canciones originales de Dr. Buzzard's Original Savannah Band. En junio de 2023, Artikal Sound System retiró la primera demanda, después de que un juez determinara que no había ninguna evidencia que sugiera que Lipa y sus coescritores hayan oído «Live Your Life» antes de la creación de «Levitating».

## Posicionamiento en listas
| Listas (2020)                         | Mejor posición |
| ------------------------------------- | -------------- |
| Australia (ARIA)                      | 11             |
| Bulgaria (PROPHON)                    | 1              |
| Escocia (Official Charts Company)     | 15             |
| Eslovaquia (Singles Digitál Top 100)  | 62             |
| España (PROMUSICAE)                   | 71             |
| Francia (SNEP)                        | 93             |
| Grecia (IFPI)                         | 97             |
| Hungría (Single Top 40)               | 29             |
| Irlanda (IRMA)                        | 10             |
| Lituania (AGATA)                      | 41             |
| Nueva Zelanda (RMNZ)                  | 21             |
| Portugal (AFP)                        | 83             |
| Reino Unido (Official Charts Company) | 13             |
| Suiza (Schweizer Hitparade)           | 65             |

| Listas (2020)                                   | Mejor posición |
| ----------------------------------------------- | -------------- |
| Australia (ARIA)                                | 35             |
| Bélgica (Ultratop) Flanders                     | 24             |
| Bélgica (Ultratop) Wallonia                     | 16             |
| Canadá (Canadian Digital Song Sales)            | 16             |
| Estados Unidos (Bubbling Under Hot 100 Singles) | 10             |
| Estados Unidos (Digital Song Sales)             | 13             |
| Estados Unidos (Hot Dance/Electronic Songs)     | 6              |
| Euro Digital Songs (Billboard)                  | 10             |
| Italia (FIMI)                                   | 47             |
| México (Mexico Airplay)                         | 30             |
| Nueva Zelanda Hot Singles (RMNZ)                | 9              |
| Países Bajos (Dutch Top 40)                     | 15             |
| Panamá (Monitor Latino)                         | 5              |
| Paraguay (SGP)                                  | 87             |
| Venezuela (Record Report)                       | 43             |

| Listas (2020)                      | Mejor posición |
| ---------------------------------- | -------------- |
| Australia (Digital Song Sales)     | 7              |
| Bélgica (Ultratop 50) Flanders     | 32             |
| Bélgica (Ultratop 50) Wallonia     | 34             |
| Canadá (Canadian Hot 100)          | 23             |
| Canadá (Hot AC)                    | 14             |
| Canadá (CHR/Top 40)                | 20             |
| Croacia (HRT)                      | 29             |
| Estados Unidos (Billboard Hot 100) | 2              |
| Estados Unidos (AT40)              | 1              |
| Estados Unidos (Mainstream Top 40) | 12             |
| México (Mexico Airplay)            | 12             |
| Nueva Zelanda (RMNZ)               | 16             |
| Países Bajos (Dutch Top 40)        | 25             |
| Países Bajos (Single Top 100)      | 41             |
| Polonia (Polish Airplay Top 100)   | 50             |
| Portugal (AFP)                     | 137            |
| Suecia (Sverigetopplistan)         | 91             |

## Certificaciones
| País (organismo certificador) | Certificación | Unidades certificadas |
| ----------------------------- | ------------- | --------------------- |
| Alemania (BVMI)               | Platino       | 400 000               |
| Australia (ARIA)              | 8x Platino    | 560 000               |
| Bélgica (BEA)                 | Oro           | 20 000                |
| Brasil (Pro-Música Brasil)    | Diamante      | 160 000               |
| Canadá (Music Canada)         | Diamante      | 800 000               |
| Dinamarca (IFPI Dinamarca)    | 2x Platino    | 180 000               |
| Estados Unidos (RIAA)         | Diamante      | 10 000 000            |
| Francia (SNEP)                | Diamante      | 333 333               |
| Italia (FIMI)                 | 2x Platino    | 140 000               |
| Noruega (IFPI Noruega)        | 2x Platino    | 120 000               |
| Nueva Zelanda (RMNZ)          | 6x Platino    | 180 000               |
| Polonia (ZPAV)                | Diamante      | 250 000               |
| Portugal (AFP)                | 3x Platino    | 30 000                |
| España (PROMUSICAE)           | Platino       | 40 000                |
| Reino Unido (BPI)             | 3x Platino    | 1 800 000             |

## Premios y nominaciones
| Año  | Ceremonia de premiación        | Categoría            | Resultado | Ref.    |
| ---- | ------------------------------ | -------------------- | --------- | ------- |
| 2021 | American Music Awards          | Canción Pop Favorita | Nominado  | [ 131 ] |
| 2021 | MTV Millennial Awards          | Éxito Global del Año | Nominado  | [ 132 ] |
| 2021 | MTV Millennial Awards (Brasil) | Éxito Global del Año | Nominado  | [ 133 ] |
| 2021 | MTV Video Music Awards         | Canción del Año      | Nominado  | [ 134 ] |
| 2021 | MTV Video Music Awards         | Canción del Verano   | Nominado  | [ 135 ] |

## Historial de lanzamiento
| País           | Fecha                 | Formato                     | Versión                         | Discográfica     | Ref     |
| -------------- | --------------------- | --------------------------- | ------------------------------- | ---------------- | ------- |
| Varios         | 27 de marzo de 2020   | Descarga digital, streaming | Original                        | Warner Records   | [ 24 ]  |
| Varios         | 13 de agosto de 2020  | Descarga digital, streaming | Remezcla de The Blessed Madonna | Warner Records   | [ 136 ] |
| Italia         | 13 de agosto de 2020  | Contemporary hit radio      | Original                        | Warner Records   | [ 137 ] |
| Italia         | 13 de agosto de 2020  | Contemporary hit radio      | Remezcla de The Blessed Madonna | Warner Records   | [ 138 ] |
| Reino Unido    | 21 de agosto de 2020  | Vinilo                      | Remezcla de The Blessed Madonna | We Still Believe | [ 139 ] |
| Varios         | 1 de octubre de 2020  | Descarga digital, streaming | Remezcla con DaBaby             | Warner Records   | [ 44 ]  |
| Estados Unidos | 6 de octubre de 2020  | Contemporary hit radio      | Remezcla con DaBaby             | Warner Records   | [ 140 ] |
| Estados Unidos | 19 de octubre de 2020 | Adult contemporary radio    | Original                        | Warner Records   | [ 141 ] |